# George Abbot (autor)
George Abbot ou Abbott (Iorque, 1604 — Caldecote, Warwickshire, 2 de fevereiro de 1648) foi um escritor inglês, conhecido como "O Puritano", e um político, membro da Câmara dos Comuns em dois períodos entre 1640 e 1648.

## Biografia
Abbot era filho ou neto (isto não está bem claro) de Sir Thomas Abbot de Easington, East Yorkshire, e sua mãe (ou avó) era da antiga casa de Pickering. Sobre os seus primeiros anos de vida e educação, pouco se sabe. Matriculou-se no King's College, Cambridge em 1622. Em abril de 1640, foi eleito membro do Parlamento por Tamworth, Staffordshire, no Parlamento curto. Na Guerra civil inglesa, foi o responsável pela defesa notável de sua propriedade em Caldecote, Warwickshire, que havia adquirido através do casamento. Em 15 de agosto de 1642, com oito homens, sua mãe e empregados domésticos, Abbot resistiu ao ataque dos príncipes Ruperto e Maurício com dezoito tropas de cavalaria e dragões. Abbot foi reeleito deputado por Tamworth em 1645 para o Parlamento longo e manteve o cargo até a sua morte em 1648.

## Obras
Abbot foi um teólogo leigo, isto é, não recebeu treinamento teológico formal, e foi também um estudioso de capacidade crítica. Seu Whole Booke of Job Paraphrased, or made easy for any to understand (1640, quarto), foi escrito em um estilo conciso que contrasta com o palavreado habitual dos expositores e comentaristas puritanos. Sua Vindiciae Sabbathi (1641, octavo) teve uma influência profunda e duradoura na longa controvérsia sabatista. Seu Brief Notes upon the Whole Book of Psalms (1651, quarto) foi publicado postumamente.
Abbot morreu em 2 de fevereiro de 1648 e foi sepultado na igreja de Charlecote, onde o seu monumento descreve a defesa de Charlecote feita por ele.

## Família
Abbot casou com uma filha do coronel William Purefoy de Caldecote, Warwickshire, e como está escrito no seu monumento, que ainda pode ser visto na igreja local, ele bravamente defendeu a casa senhorial contra os príncipes Ruperto e Maurício durante a Guerra civil inglesa.

## Erros de identificação
Abbot tem sido confundido com outras pessoas de mesmo nome e tem sido descrito como um clérigo, o que ele nunca foi. Seus escritos foram incorretamente atribuídos nas fontes bibliográficas como sendo sobrinho de George Abott, o arcebispo da Cantuária. Um dos filhos de Sir Maurice Abbot, chamado George, foi também um membro do Parlamento no Parlamento Curto mas, pelo distrito eleitoral de Guildford.